# Fes-me un petó, ximplet
 Fes-me un petó, ximplet (original: Kiss Me, Stupid) és una pel·lícula estatunidenca de Billy Wilder estrenada el 1964. Ha estat doblada al català.

## Argument
Orville Spooner i Barney Milsap viuen a Climax, Nevada. Un dona lliçons de piano, l'altre és mecànic. Tots dos componen cançons. Un dia Dino, un cantant ja de tornada, s'atura a Climax. Barney saboteja el seu cotxe per tal de fer-li passar la nit a Orville, on podrà escoltar les seves composicions. Però Orville està extremadament gelós de la seva dona, Zelda, i Dino és un gran seductor. Barney té llavors la idea de fer interpretar el paper de Zelda a Polly, una prostituta local.

## Repartiment
- Dean Martin: Dino
- Kim Novak: Polly the Pistol
- Ray Walston: Orville J. Spooner
- Felicia Farr: Zelda Spooner
- Cliff Osmond: Barney Milsap
- Barbara Pepper: Big Bertha
- Dorro Merande: Sra. Pettibone
- Howard Mc Near: Mr Pettibone
- Henry Gibson: Smith
- Alan Dexter: Wesson
- James Ward: El lleter
- Tommy Nolan: Johnny Mulligan

## Al voltant de la pel·lícula
- El rodatge havia començat amb Peter Sellers al paper d'Orville Spooner. Però, algunes setmanes més tard, l'actor britànic va tenir un infart miocardíac i va haver de ser reemplaçat per Ray Walston.

| « | Kiss me, stupid ! | » |

 és l'última frase de la pel·lícula. Zelda li diu a Orville.
- El 1985, el grup francès Bill Baxter va dirigir una adaptació en comèdia musical, posada en escena per Patrick Timsit.
- La història constitueix d'alguna manera una continuació d'una comèdia del mateix director sobre la gelosia: Set anys de reflexió. Els noms del metge i del dentista (Dr. Sheldrake), per exemple, es confonen. En un principi d'altra banda, el paper de Zelda havia estat especialment escrit per a Marilyn Monroe.